# Condillac (miejscowość)
Condillac – miejscowość i gmina we Francji, w regionie Owernia-Rodan-Alpy, w departamencie Drôme.
Według danych na rok 1990 gminę zamieszkiwały 124 osoby, a gęstość zaludnienia wynosiła 13 osób/km² (wśród 2880 gmin regionu Rodan-Alpy Condillac plasuje się na 1497. miejscu pod względem liczby ludności, natomiast pod względem powierzchni na miejscu 1156.).